# Joost Hulsenbek
Joost Hulsenbek (Deventer, 17 maart 1942) is een Nederlands jurist, die gewerkt heeft in het openbaar bestuur, bij het Openbaar Ministerie en vicevoorzitter van de Onderzoeksraad voor Veiligheid is geweest.

## Jeugd en opleiding
Hulsenbek werd in 1942 geboren in Deventer, waar zijn uit Amsterdam afkomstige ouders sinds 1936 woonden. Zijn vader, opticien van beroep, kwam in 1944 om het leven bij een bombardement op de gezinswoning. Hulsenbek volgde lager onderwijs en het gymnasium in Deventer en Oldenzaal, op de kostschool van het Twents Carmellyceum en studeerde na zijn eindexamen gymnasium B in 1960 rechten in Utrecht. Hier was hij lid van de studentenvereniging C.S. Veritas (en bestuurslid in 1962-1963).

## Loopbaan
Na zijn afstuderen en militaire dienst bij de Koninklijke Luchtmacht (1967-1969) was hij werkzaam bij de provincie Overijssel en korte tijd bij het ministerie van Binnenlandse Zaken. Bij de provincie was hij enige jaren hoofd economische zaken, werkgelegenheid en infrastructuur. Van 1981 tot 2005 was hij lid van het Openbaar Ministerie in verschillende functies, te weten Officier van Justitie in Zutphen, Advocaat-generaal bij het Gerechtshof Arnhem, Hoofdofficier van Justitie in Zwolle-Lelystad en Procureur-generaal. Bij het OM heeft hij zich gedurende lange tijd beziggehouden met zedenzaken, het beleid rond huiselijk geweld en de bedrijfsvoering.
Van 1999 tot 2005 was hij lid van het College van Procureurs-generaal, belast met de portefeuilles politie, zware criminaliteit en personeel. Voorts was Hulsenbek van 2005 tot 2011 vicevoorzitter van de Onderzoeksraad voor Veiligheid, een zelfstandig bestuursorgaan dat in 2005 werd opgericht onder leiding van Pieter van Vollenhoven. Bij de Onderzoekraad voor Veiligheid was hij onder meer voorzitter van de commissie spoorvervoer (treinongevallen), de commissie luchtvaart (onder andere bij het neerstorten van Turkish Airlines-vlucht 1951 in 2009 en het ongeval met de Apache), de Commissie Defensie en betrokken bij de onderzoeken naar de Schipholbrand (2006) en de afdeling cardiologie in het Radboud universitair medisch centrum.

## Bijzonderheden
Tijdens zijn loopbaan vervulde Hulsenbek veel nevenfuncties, waaronder:
- lid van de Spoorwegongevallenraad
- lid van het bestuur Aids Fonds
- lid van de Raad voor de Transportveiligheid
- lid van het bestuur Algemeen Fonds Kinderhulp
- lid van de Commissie toezicht en advies van SIRE
- lid van de Raad van Toezicht van het Diakonessenhuis 2006-2012
- lid van de Commissie Leeuwe, die onderzoek deed naar het rechercheonderzoek in de zaak Milly Boele.

In Zwolle was Hulsenbek in de jaren zeventig oprichter van een bouwgroep die 18 woningen bouwde. Hij was jaren voorzitter van de bewonersvereniging daar.